# Boulmontchangou
Ne doit pas être confondu avec Boulmontougou.
Boulmontchangou, également orthographié Boulmantchangou, est une commune rurale située dans le département de Kantchari de la province dans la Tapoa de la région de l'Est au Burkina Faso.

## Santé et éducation
Le centre de soins le plus proche de Boulmontchangou est le centre de santé et de promotion sociale (CSPS) de Kantchari.